# Systropha rhodesiensis
Systropha rhodesiensis là một loài Hymenoptera trong họ Halictidae. Loài này được Friese mô tả khoa học năm 1922.